# Исикава Тоёнобу
Исикава Тоёнобу (яп. 石川 豊信, 1711—1785) — японский художник, мастер укиё-э, представитель школы Нисимура-Исикава.

## Биография и творчество
О жизни Исикавы Тоёнобу остались недостоверные сведения. Предположительно художник родился в самурайской семье и учился у Нисимуры Сигэнагы. Часто его ассоциируют с художником под псевдонимами Нисимура Магасабуро (1730) и Нисимура Сигэнобу (1730—1747). С 1747 года он известен под именем Исикава Тоёнобу.
В середине 1760-х годов Исикава Тоёнобу унаследовал гостиницу на окраине Эдо от своего тестя, и постепенно перестал вовсе заниматься живописью
Будучи учеником Нисимуры Сигэнаги, Исикава Тоёнобу создал множество монохромных «лаковых картинок» (уруси-э), отражающих влияние Окумуры Масанобу. Большинство из них были в жанрах якуся-э (изображения актёров) и бидзинга (изображения красавиц), в том числе и изображения стоящих куртизанок. Среди излюбленных сюжетов гравюр Исикавы Тоёнобу — изображение красавиц в свободных одеждах, приоткрывающих их обнажённые фигуры.

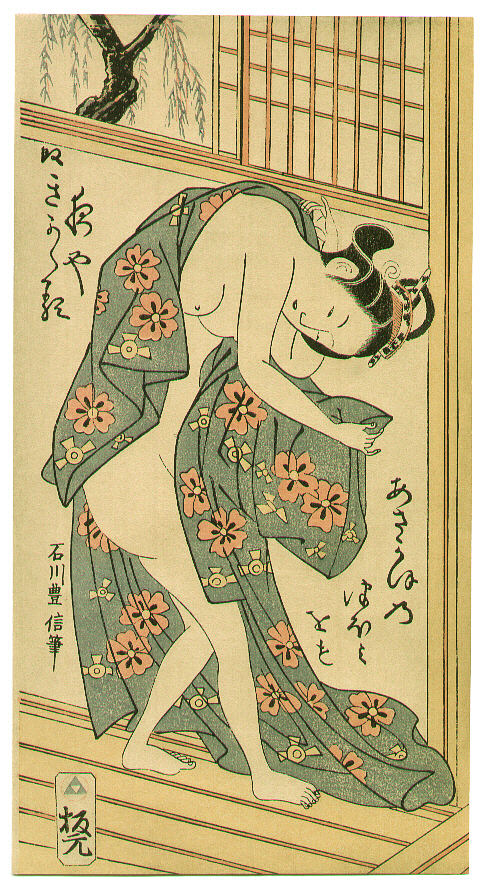
После купания.
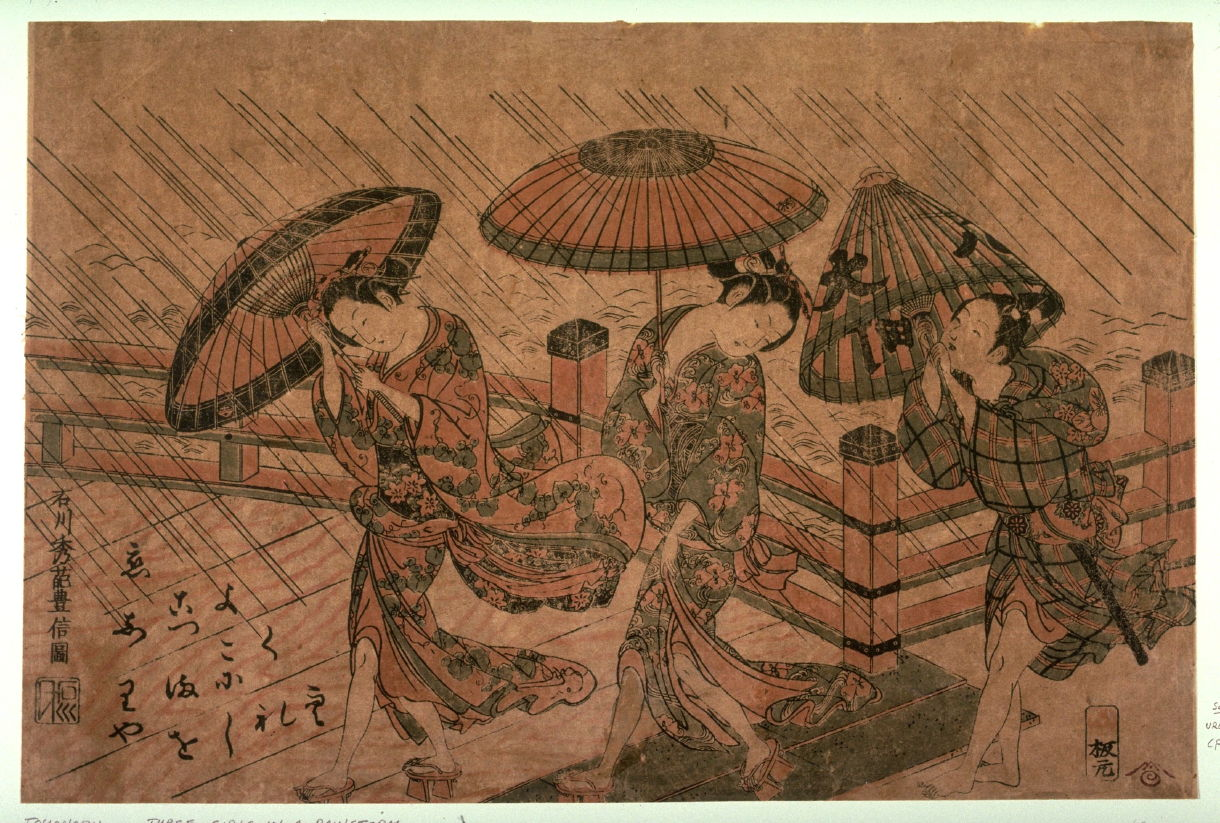
Девушки, бегущие по мосту в дождь. 1750-1760.
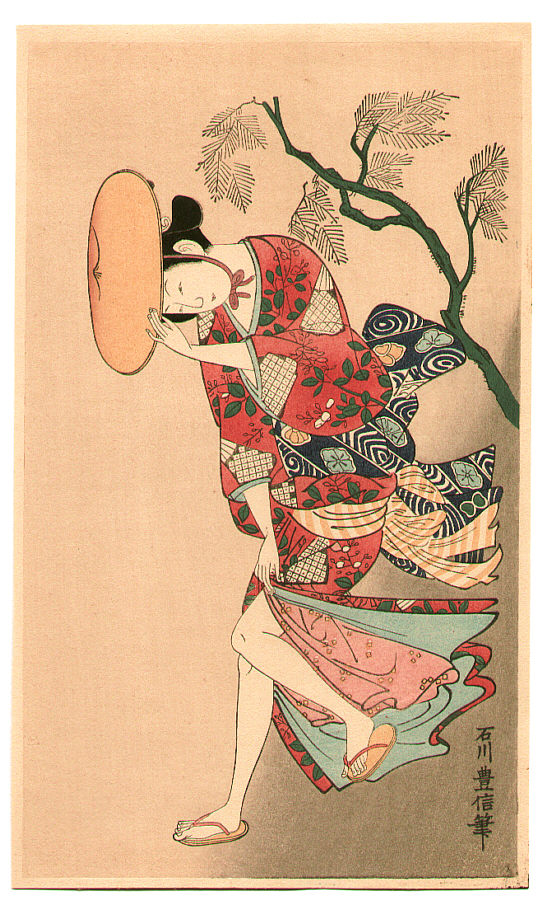
Девушка, обдуваемая ветром.
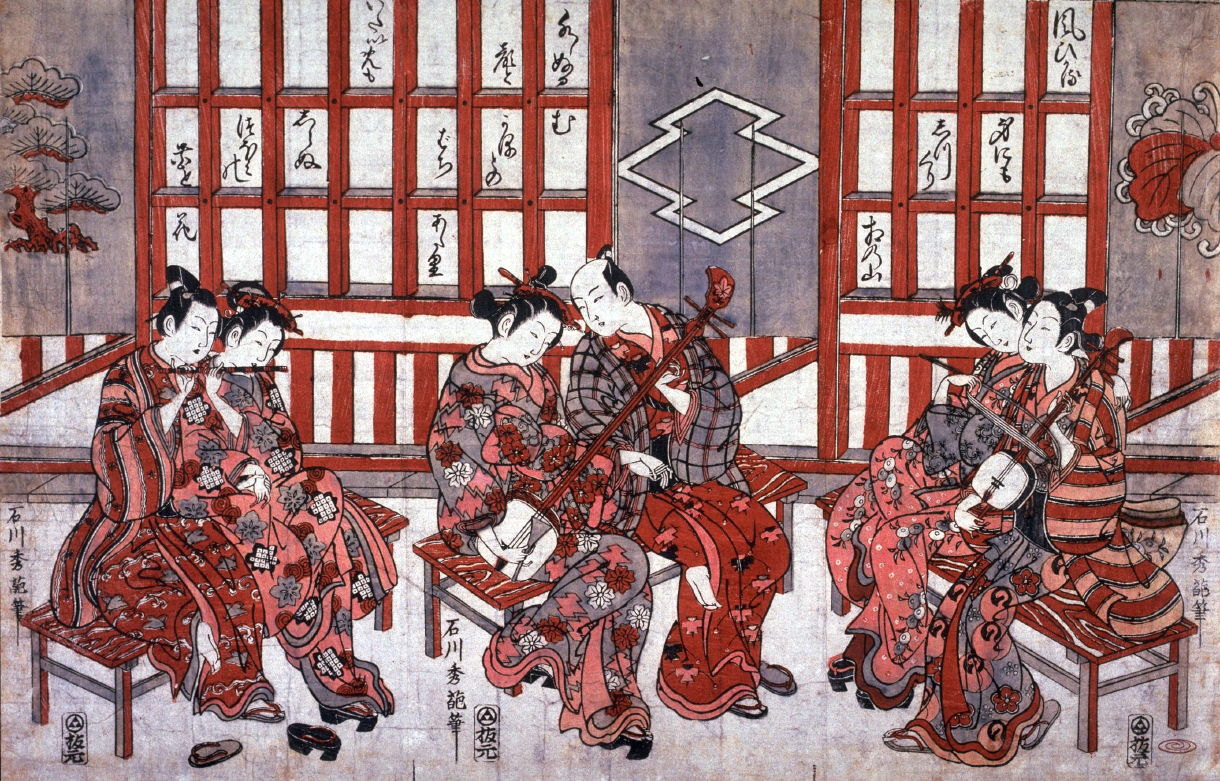
Три пары, играющие на музыкальных инструментах. 1760-1764.